# مغزلية منخرة
مغزلية منخرة (الاسم العلمي: Fusobacterium necrogenes) هي نوع من البكتيريا يتبع جنس المغزلية من الفصيلة المغزلية.